# 野村道子
野村道子（日语：／ Nomura Michiko，1938年3月31日—），日本女性配音員、演員。她的丈夫內海賢二也從事配音工作。出身於神奈川縣橫濱市。賢Production顧問。身高150cm。A型血。

## 來歷

### 成為配音員之前
野村道子出生於神奈川縣橫濱市，是家裡三個孩子中的次女，兩歲時被居住在大阪府的親戚收養。
隨著戰爭變得更加嚴重，她被疏散到岐阜縣與父母和兄弟姐妹一起生活，戰後她回到了父母的家。由於野村是唯一一個姓氏不同的人，所以她認為她的弟弟妹妹是親戚。
她從小就喜歡廣播劇，從那時起她就想「我想成為廣播劇演員」、「我想從事配音工作」的想法，因此她在神奈川學園中學、高等學校就讀期間加入了話劇社。當時社團的教練是根本嘉也、杉浦直樹。
高中3年級時，她報名加入了東京廣播學院創立的劇團。雖然因為未成年而被拒絕，但她還是被鼓勵申請演技訓練部門，並開始利用只在週日的時間參加播音學院的配音課程。
從訓練學校畢業後，她出現在她擔任講師的製片人的節目中。職業生涯初期，她的主要工作是直播廣告、電視劇等視訊工作。20出頭歲時，她通過了富士電視台氣象預報員的試鏡，並擔任了3年的第一任天氣姐姐，但由於每天早上都要播報天氣預報，她無法再參加早上開始的電視劇的拍攝，漸漸地她開始做更多的配音工作。出道大約3、4年後，她就開始從事配音工作。20出頭的時候，她已經經常露面，而且因為天氣預報早上8點就結束了，所以她可以在早上10點開始另一份工作。之後，她也參與了廣告歌曲、電視廣告以及外國電影的日語配音。她在動畫中的第一個常駐角色是《Snooper and Blabber》裡的Blabber。

### 私人生活
1973年，野村道子與內海賢二結婚，兩人是在演《馬赫GoGoGo》時相識。婚禮在美國夏威夷的一座白色教堂舉行，由中村正夫婦擔任媒人。內海賢二則在2013年去世。

### 出演國民動畫
1976年4月4日起，野村道子接替山本嘉子為《海螺小姐》裡的磯野裙帶菜配音。
1979年4月2日，她被選中在朝日電視台播出的《哆啦A夢》中飾演源靜香一角。這兩個角色都是國民動畫的主角，野村的聲音也廣為人知。
在為三王劇團、近代劇場、東京俳優生活協同組合、T·A·P、青二Production工作過之後，她於1984年6月加入了由內海創立的賢Production，以協助其營運。當時包括經理在內共有七名成員，因此被稱為「七武士」。
2005年3月，她離開《海螺小姐》，專注於製作工作。同時，她因《哆啦A夢》配音陣容煥然一新，而離開了該節目。她在《海螺小姐》中出演了29年，在《哆啦A夢》中出演了26年。前者的繼任者是津村真琴，後者的繼任者是嘉數由美。

### 至今
2005年，在第14屆日本電影影評人大獎上，野村道子與《哆啦A夢》（朝日電視台版）的原班配音員（大山羨代、小原乃梨子、立壁和也、肝付兼太）一起獲得田山力哉獎。此外，2006年11月，她還與其他4位原班配音員一起獲得第11屆神戶動畫獎特別獎。
2007年3月，她與上面其他4位原班配音員一起獲得東京國際動畫博覽會2007第3屆功勞獎。
2009年10月，她時隔4年再次演出動畫《肯普法》裡的切腹虎一角。在第1話中，野村以她本人的出現在劇中的雜誌上，與她一起出演的是田村由香里。此外，在第11話中，她和內海時隔許久首次以夫妻身份共同演出，並在下集的預告中進行了對話。
2016年，與同輩千千松幸子、中村正3人共同榮獲第10屆聲優Awards功勞獎。
2023年，接受日本文化廳長官表揚。

## 人物、逸事
音域：次女高音。
當她21或22歲左右時，她主要被雇來為兒童配音，因為人們認為「那個年齡的女孩可以扮演兒童角色」。從她開始從事配音工作以來，她就經常接到年輕的角色。她也曾在《小超人帕門 (1967年版)》和《Pure島的朋友們》等作品中扮演過許多男性角色，但從那時起她扮演的女性角色更多了。不過，她更喜歡男性角色，而談到女性角色時，她說「這些角色就沒那麼有趣了」。
她演過很多沉默寡言的角色，最糟糕的是她在《巴比倫2世》（1973年版）裡飾演的古見由美子，這個角色讓她顯得無助。
她的丈夫內海賢二（2013年6月13日去世）也從事配音工作、也是賢Production的代表董事，長子內海賢太郎則是該經紀公司的社長。當初，內海賢二只是她的男朋友之一，她並沒有結婚的打算。她甚至帶其他男人去了內海當時工作的酒吧「突風」（由柴田秀勝經營）。然而，隨著內海繼續認真接近她，兩人開始約會並最終結婚。她的養父經營一家藥局，養母經營孤兒院和婦產科醫院。
在飾演靜香時，她表示「為了不讓動畫中靜香的聲音聽起來太老，我心裡有一種保持年輕的壓力」。在原作中，靜香對大雄的（日文）稱呼並不一致，要么是，要么是，要么是。然而，野村開始一致地稱呼他為，並且在原作中也統一稱呼他為，這個稱呼是從動畫中引入的。嘉數由美接任之後，這個設定依然保留了下來。她與飾演哆啦A夢的大山羨代和飾演大雄的小原乃梨子是好朋友，她們曾共同出演《哆啦A夢》系列，並表示她們三人經常一起去旅行。離開《哆啦A夢》之後，飾演胖虎的立壁和也於2015年6月去世，飾演小夫的肝付兼太於2016年10月去世，飾演野比大雄的小原乃梨子於2024年7月去世，飾演哆啦A夢的大山羨代於2024年9月去世後，野村道子成為朝日電視台大山版《哆啦A夢》主要配音員中唯一在世的成員。
興趣：跳舞、太極拳、有氧運動、穿和服。她也是阪神虎的球迷。在《肯普法》錄製後的訪談中，她表示，當有人邀請她演出這部作品中切腹虎的角色時，她就想「我一定要演！」，因為她是阪神的粉絲。

## 繼任
野村卸任後，以下人員接替了這些角色：
| 繼任     | 角色名     | 概要作品     | 繼任初次擔當作品      |
| -------- | ---------- | ------------ | --------------------- |
| 津村真琴 | 磯野裙帶菜 | 《海螺小姐》 | 2005年4月3日播出集數  |
| 嘉數由美 | 源靜香     | 《哆啦A夢》  | 2005年4月15日播出集數 |

## 演出
粗體字表示主要角色。

### 電視動畫
1963年
- 原子小金剛 (1963年版)（日语：鉄腕アトム (アニメ第1作)）

1964年
- 狼少年健（日语：狼少年ケン）（1964年—1965年）

1965年
- 宇宙巡邏員霍帕（日语：宇宙パトロールホッパ）
- 森林大帝 (1965年版)（1965年—1966年）2系列

1966年
- 小松君 (1966年版)

1967年
- 黃金蝙蝠（瑪格麗特）
- 小超人帕門 (1967年版)（1967年—1968年，阿武[32]）
- 馬赫GoGoGo (1967年版)（志村美智〈第3代〉）
- 魔法使莎莉 (1966年版)（1967年—1968年，瑠璃子、祖佩）
- 彩虹戰隊羅賓（米洛娜）

1968年
- 人造人009 (1968年版)
- 佐武與市捕物控（日语：佐武と市捕物控）（女兒）
- 怪物小王子 (1968年版)
- 妖怪人間貝姆 (1968年版)（艾蜜莉）

1969年
- 排球甜心（三原由美子、八木澤桂〈第2代〉）
- 多羅羅 (1969年版)（沙代）
- 忍風卡姆伊外傳（日语：カムイ外伝#テレビアニメ）（奈美）
- 噴嚏大魔王（櫻、星百合子）
- 夠了！阿太郎 (1969年版)（日语：もーれつア太郎）

1970年
- 無影腳（悅子[33]）
- 巨人之星
- 昆蟲物語 孤兒哈奇 (1970年版)（艾亞）
- 爆發五郎（日语：ばくはつ大将）

1971年
- 萬能旋風兒（日语：国松さまのお通りだい）（千鶴、明子）
- 鬼太郎 (第2作)
- 猿飛小悅子（1971年—1972年，猿飛悅子[34]）
- 新·小鬼Q太郎（小洋）
- 虎面人（若月瑠璃子〈第2代〉）
- 不可思議的梅璐萌
- 安徒生物語（日语：アンデルセン物語）

1972年
- 惡魔人（1972年—1973年，莉塔[35]、厄蒙[36][35]、美代[35]）
- 無敵鐵金剛魔神Z（輪椅少女百合）
- 魔法使恰比（恰比〈代演〉）
- 海螺小姐（1972年—2005年，磯野裙帶菜〈第2代〉）

1973年
- 小青蛙（日语：けろっこデメタン）
- 英勇無敵號
- 哆啦A夢 (日本電視台版)
- 咚隆隆炎魔君
- 巴比倫2世 (1973年版)（古見由美子[37]）
- 小人兒的冒險（日语：冒険コロボックル）
- 玲瓏三勇士S（大關瑠璃子〈末位子〉[38]、直木太郎[39]、勘九郎〈第18話〉[38]）
- 網球甜心（1973年—1974年）

1974年
- 卡利麥羅 (1972年版)（普莉西拉〈初代〉[40]）
- 昆蟲物語 新孤兒哈奇（艾亞）
- 魔女小惠

1975年
- 一休和尚（阿袖）
- 鋼鐵吉克（奇拉拉[41]）
- 蜜蜂瑪雅歷險記（日语：みつばちマーヤの冒険）（瑪雅[42]）

1976年
- 浣熊拉斯卡爾
- 小甜甜（黛西）
- 超人戰隊巴拉達（美代）
- 陰陽電磁俠（小百合）

1977年
- 鐵臂馬魯斯（艾格妮絲）

1978年
- 宇宙海賊哈洛克船長（片桐沙希）
- 好小子（日语：おれは鉄兵）
- 女王陛下的小天使小偵探（日语：女王陛下のプティアンジェ）（唐特夫人）
- 粉紅女郎物語（日语：ピンクレディー物語 栄光の天使たち）（Mie）
- 星星王子 小王子（日语：星の王子さま プチ・プランス）（多魯魯）
- 魔女子Tickle（小太郎的母親）

1979年
- 銀河鐵道999（雷德、米婭、娜美娜美、女兒）
- 哆啦A夢 (朝日大山版)（1979年—2005年，源靜香[43]）

1980年
- 圓桌騎士物語 燃燒的亞瑟（艾莉諾）
- 魔法少女拉拉貝爾
- 漫畫諺語事典（日语：まんがことわざ事典）（1980年—1982年，土岐）

1982年
- 大口妹（日语：あさりちゃん）（藪小路荊棘〈第2代〉、友人、校友）
- 帕塔里洛（日语：パタリロ!）（普拉拉、可可）

1983年
- Pure島的朋友們（日语：ピュア島の仲間たち）（科納）
- 漫畫日本史（日语：まんが日本史 (日本テレビ)）（藤原彰子）

1989年
- 昆蟲物語 孤兒哈奇 (1989年版)（1989年—1990年，'艾亞）

2009年
- 肯普法（2009年—2011年，切腹虎、瀨能名津流〈第12話〉）2系列

2012年
- Little Charo ～東北篇～（日语：リトル・チャロ〜東北編〜）（靜）

### 電影動畫
1964年
- 原子小金剛：宇宙的勇者（日语：鉄腕アトム (アニメ第1作)）

1969年
- 長靴貓劍客

1971年
- 阿里巴巴與四十大盜（日语：アリババと40匹の盗賊）（阿里巴巴的女傭）

1980年
- 哆啦A夢：大雄的恐龍（源靜香）

1981年
- 天狼星的傳說（日语：シリウスの伝説）（露[44]）
- 哆啦A夢：大雄的宇宙開拓史（源靜香）
- 哆啦A夢：我是桃太郎的什麼呢？（源靜香）

1982年
- 哆啦A夢：大雄的大魔境（源靜香）

1983年
- 哆啦A夢：大雄的海底鬼岩城（源靜香）
- 欣賞職棒享受10倍快樂的方法（日语：プロ野球を10倍楽しく見る方法）（美智子）

1984年
- 哆啦A夢：大雄的魔界大冒險（源靜香）
- 欣賞職棒享受10倍快樂的方 PART2（美智子）

1985年
- 哆啦A夢：大雄的宇宙小戰爭（源靜香）

1986年
- 哆啦A夢：大雄與鐵人兵團（源靜香）

1987年
- 哆啦A夢：大雄與龍騎士（源靜香[45]）

1988年
- 哆啦A夢：大雄的西遊記（源靜香）

1989年
- 哆啦A夢：大雄的日本誕生（源靜香）
- 哆啦美：迷你哆啦SOS（源靜香）

1990年
- 哆啦A夢：大雄與惑星之謎（源靜香）

1991年
- 哆啦A夢：大雄的天方夜譚（源靜香）
- 哆啦美：阿拉拉♥少年山賊團！（小靜）

1992年
- 哆啦A夢：大雄與雲之王國（源靜香）

1993年
- 哆啦A夢：大雄與白金迷宮（源靜香）

1994年
- 哆啦A夢：大雄與夢幻三劍士（源靜香）

1995年
- 哆啦A夢：大雄的創世日記（源靜香）

1996年
- 哆啦A夢：大雄與銀河超特快列車（源靜香）

1997年
- 哆啦A夢：大雄的發條都市冒險記（源靜香）

1998年
- 哆啦A夢：大雄的南海大冒險（源靜香）
- 哆啦A夢回來了（源靜香）

1999年
- 哆啦A夢：大雄的宇宙漂流記（源靜香）
- 大雄的結婚前夜（源靜香）

2000年
- 哆啦A夢：大雄的太陽王傳說（源靜香）
- 大雄的懷念奶奶（源靜香）

2001年
- 哆啦A夢：大雄與翼之勇者（源静香[46]）
- 加油！胖虎!!（源靜香）

2002年
- 哆啦A夢：大雄與機器人王國（源静香[47]）
- 我出生的那一天（源静香）

2003年
- 哆啦A夢：大雄與風之使者（源静香[48]）

2004年
- 哆啦A夢：大雄的貓狗時空傳（源静香）

### OVA
- 哆啦A夢 在房間裡釣魚（日语：ドラえもん 勉強べやのつりぼり）（1978年，源靜香）
- 哆啦A夢 大雄與未來日記（日语：ドラえもん のび太と未来ノート）（1994年，源靜香）

### 遊戲
1994年
- 哆啦A夢3：大雄與時之寶玉（日语：ドラえもん3 のび太と時の宝玉）（源靜香）

1995年
- 哆啦A夢：友情傳說哆啦A夢族（日语：ドラえもん 友情伝説ザ・ドラえもんズ）（源靜香）
- 哆啦A夢4：大雄與月之王國（日语：ドラえもん4 のび太と月の王国）（源靜香）

1996年
- 哆啦A夢：大雄與復活之星（日语：ドラえもん のび太と復活の星）（源靜香）[注 3]

1997年
- 哆啦A夢：大雄與3顆精靈石（日语：ドラえもん のび太と3つの精霊石）
- 哆啦A夢2：SOS！童話王國（日语：ドラえもん2 SOS!おとぎの国）（源靜香）

1998年
- 哆啦A夢2：大雄與光之神殿（日语：ドラえもん2 のび太と光の神殿）

2000年
- 哆啦A夢3：大雄的城鎮SOS！（日语：ドラえもん3 のび太の町SOS!）（源靜香、蕾娜）
- 哆啦A夢3：魔界迷宮（日语：ドラえもん3 魔界のダンジョン）（源靜香）

2001年
- 我、哆啦A夢（日语：ぼくドラえもん (ドリームキャスト)）（源靜香）

2003年
- 哆啦A夢：大家一起玩！迷你哆啦園地！（日语：ドラえもん みんなで遊ぼう!ミニドランド）（源靜香）

### 廣播劇CD
- 肯普法 廣播劇專輯（2010年，切腹虎）

### 外語配音

#### 電影
- 艾瑞克（英语：Eric (film)）
- 第五號屠宰場（蒙大拿·州懷爾德哈克〈瓦萊麗·珀賴因〉）
- 國王與我（塔普蒂姆〈麗塔·莫瑞諾〉）※東京12頻道版。

#### 電視影集
- 神仙家庭（英语：Bewitched）（樹精靈朱莉）
- 虎膽妙算（桑迪）
- 星際爭霸戰（安吉拉·馬蒂尼少尉）
- 打擊魔鬼（英语：The Man from U.N.C.L.E.）（四月舞者、莫妮卡〈諾布·麥卡錫（英语：Nobu McCarthy）〉）
- 密諜（酒吧女人）

#### 人偶劇
- 萬能車（吉吉）※富士電視台版。
- 雷鳥神機隊（護士尼莫）

### 電影
- （2022年9月30日）[49][注 4]

### 電視劇
- 太閤記（日语：太閤記 (NHK大河ドラマ)）（阿絹）

### 其它
- 源靜香聲音演出
  - 電視廣告 EPOCH（1990年）
  - 新潟縣中越地震哆啦A夢為受災民眾捐款
  - 小知識之泉 2006年6月7日、9月6日播出集數
- 富士電視台 ※曾任第一任「天氣姐姐」。另外，當時的節目製作人員中，有後來成為富士電視台社長的日枝久，兩人之間也有工作關係。
- 突如其來！黃金傳說 ※旁白
- 最終神話戰爭伊特奧佩拉 原聲廣播劇CD 第1章 分裂的神話（執行製作人）
- 最終神話戰爭伊特奧佩拉 原聲廣播劇CD 第2章 彷徨的冥界之門（執行製作人）
- CD『小魔女大作戰（日语：魔女っ子大作戦） Special Song Collection』
  - 小魔女混曲（作為猿飛悅子的角色參與）
- 哆啦A夢，成為母親 ～大山羨代的故事～（日语：ドラえもん、母になる〜大山のぶ代物語〜）（2015年，NHK BS Premium）談到大山羨代飾演的哆啦A夢，她與飾演小夫的肝付兼太、飾演大雄的小原乃梨子以及SHIN-EI動畫的別紙壯一（日语：別紙壮一）一起出現在銀幕上。
- 東映漫畫節 預告片旁白（1970年代）

### 歌
作詞：丘燈至夫，歌：野村道子、北川國彥、增山江威子、長谷三治、山田俊司

## 著書
- （libre出版（日语：リブレ (企業)），2009年8月） ISBN 978-4862636515

## 腳註

## 外部連結
- （日語）—goo新聞
- 野村道子 （日語）—Talent Date Bank
- 野村道子 （日語）—日本藝人名鑑（日语：日本タレント名鑑）
- （日語）—WEB THE TELEVISION（日语：ザテレビジョン）
- 野村道子 （日語）—KINENOTE
- 野村道子 （日語）—oricon
- 野村道子 （日語）—MOVIE WALKER PRESS（日语：MOVIE WALKER PRESS）
- 野村道子 （日語）—電影.com（日语：映画.com）
- 野村道子 （日語）—allcinema（日语：allcinema）
- 日本電影數據庫（JMDb）上野村道子的資料（日語）
- Michiko Nomura在互联网电影资料库（IMDb）上的資料（英文）